# 西神通橋
西神通橋（にしじんづうばし）は、富山県富山市の旧西神通川の旧河道（現・神通川水系神通川西派川）に架かる富山新婦地区広域農道の橋である。西神通橋梁とも呼ばれている。
名称は神通川西派川に架橋したことから命名された。
1981年度から富山新婦地区広域農道整備事業として3か年計画で建設されていた。

## 概要
- 左岸：富山県富山市八尾町野飼（八尾町滅鬼交差点）
- 右岸：富山県富山市八尾町西神通
- 路線名：富山新婦地区広域農道[3]
- 形式：プレストコンクリート道路橋、ポストテンションニング方式単純下桁橋（一等橋）[1]
- 橋長：180 m[3]
- 幅員：10 m（両側に幅50cmの歩道あり）[3]
- 着工：1981年度[3]
- 下部工施工者：婦中興業[1]
- 上部工施工者：住友建設[1]
- 竣工・開通：1983年（昭和58年）7月12日[4]
- 総工費：340,166,000円（下部工446,100,000円、上部工734,130,000円）[1]